# G7a (торпеда)

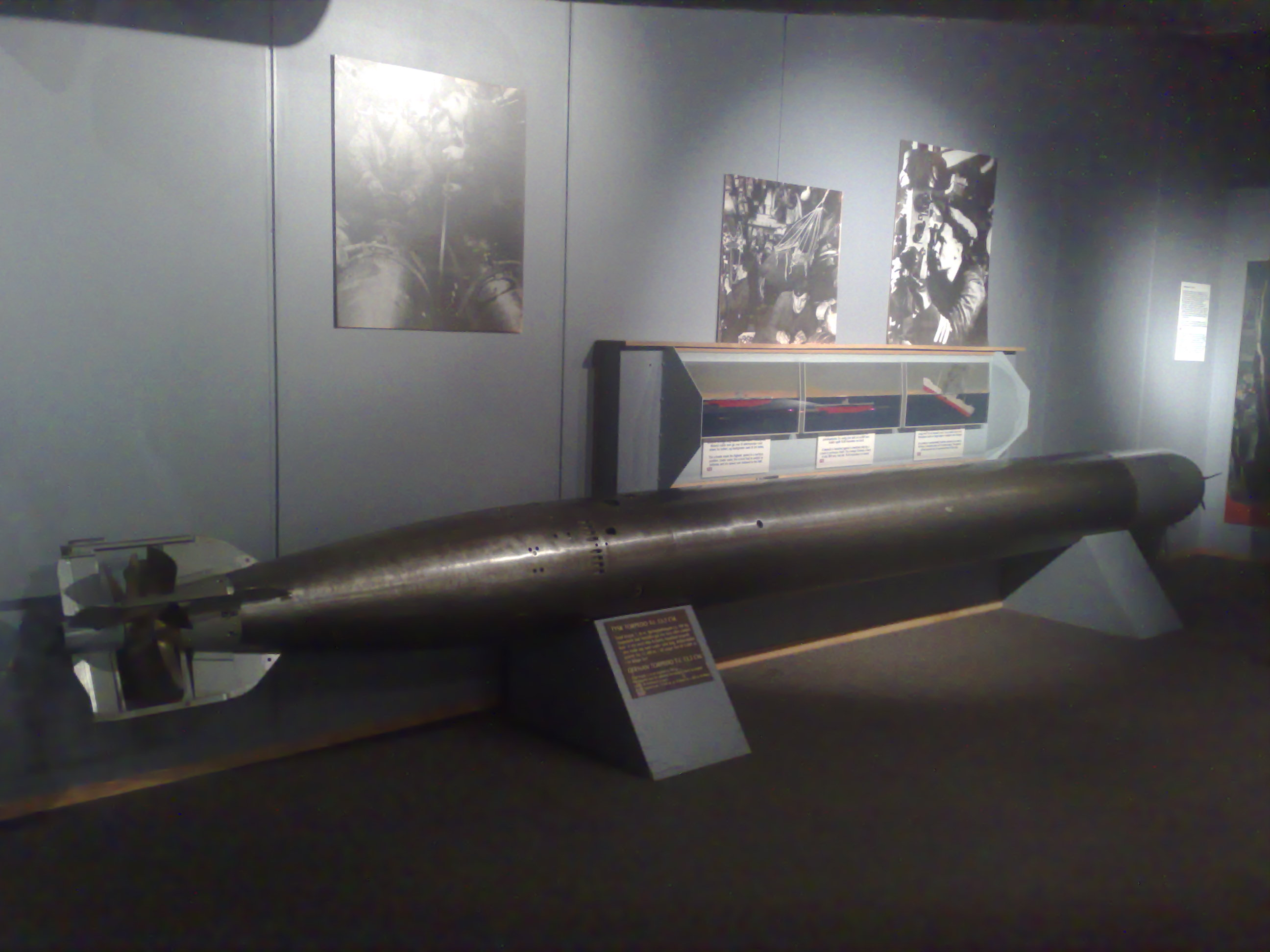
Німецька парогазова торпеда G7a в Музеї збройних сил Норвегії. Осло

G7a(TI) — німецька стандартна парогазова торпеда калібру 533 мм, що перебувала на озброєнні з початку 1930-х і в роки Другої світової війни. Основне торпедно-мінне озброєння багатьох типів ескадрених міноносців і підводних човнів Крігсмаріне. Торпеда розвивала швидкість до 40 вузлів (74 км/год) і була спроможна уражати цілі на відстані до 7400 м. Попри те, що з 1942 року її почали замінювати на підводних човнах на більш сучасну електричну G7e, котра не залишала демаскуючі бульбашки повітря під час руху, G7a залишалася на озброєнні надводних кораблів до кінця Другої світової війни.

### Технічні дані G7a

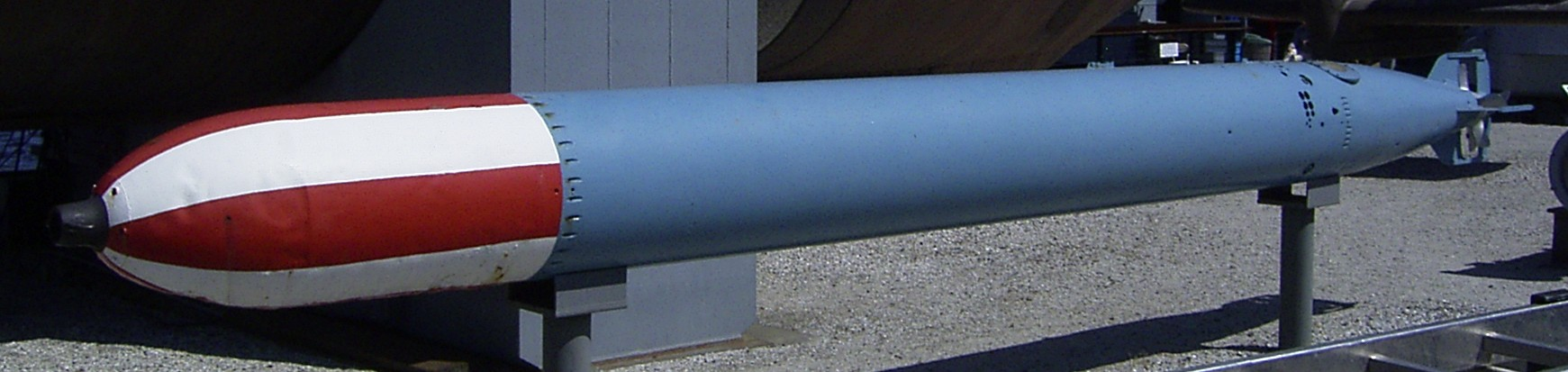
Торпеда G7a в Морському музеї Німеччини. Вільгельмсгафен

|                 |                                       |
| Розміри         | Параметри                             |
| Роки випуску    | →1930—1944                            |
| Країна-виробник | Третій Рейх                           |
| Завод-виробник  | Petroleumbetriebener Dampfgasmotor    |
| Довжина         | 7186 мм                               |
| Діаметр         | 533 мм                                |
| Вага            | 1528 кг                               |
| Мотор           | парогазова установка                  |
| Швидкість       | 3 швидкісні режими: 30, 40 і 44 вузли |
| Дальність       | 12500/7500/5500 м                     |
| Боєголовка      | 280 кг SW-18 (Schießwolle 36)         |
| Наведення       | пасивне самонаведення                 |
| Глибина         |                                       |